# Kamehameha III
Kamehameha III (17 tháng 3 năm 1814 - 15 tháng 12 năm 1854) là vị vua thứ ba của Vương quốc Hawaii cai trị toàn bộ xứ Hawaii thống nhất. Ông cũng là vị quốc vương cai trị lâu dài nhất (29 năm) trong số các quốc vương Hawaii khác.
Dưới thời ông, dân số Hawaii bản địa tiếp tục giảm sút nghiêm trọng. Ông ký kết Hiến pháp năm 1840, sát lập chế độ quân chủ lập hiến. Mục tiêu của ông trong cai trị là cân bằng một cách cẩn thận giữa hiện đại hóa bằng cách áp dụng các cách thức phương Tây, trong khi vẫn giữ cho quốc gia của mình nguyên vẹn.